# Норт Мидлтаун (Кентаки)
Норт Мидлтаун (енгл. North Middletown) град је у америчкој савезној држави Кентаки.

## Демографија
По попису из 2010. године број становника је 643, што је 81 (14,4%) становника више него 2000. године.
| Група             | 2000.       | 2010.       |
| Белци             | 542 (96,4%) | 581 (90,4%) |
| Афроамериканци    | 9 (1,6%)    | 19 (3,0%)   |
| Азијати           | 0 (0,0%)    | 0 (0,0%)    |
| Хиспаноамериканци | 4 (0,7%)    | 34 (5,3%)   |
| Укупно            | 562         | 643         |